# 對流
對流是指流體內部的分子運動，是熱傳與質傳的主要模式之一。熱對流（亦稱爲對流傳熱）是三種主要熱傳方式中的其中一種（另外兩種分別是熱傳導與熱輻射）。

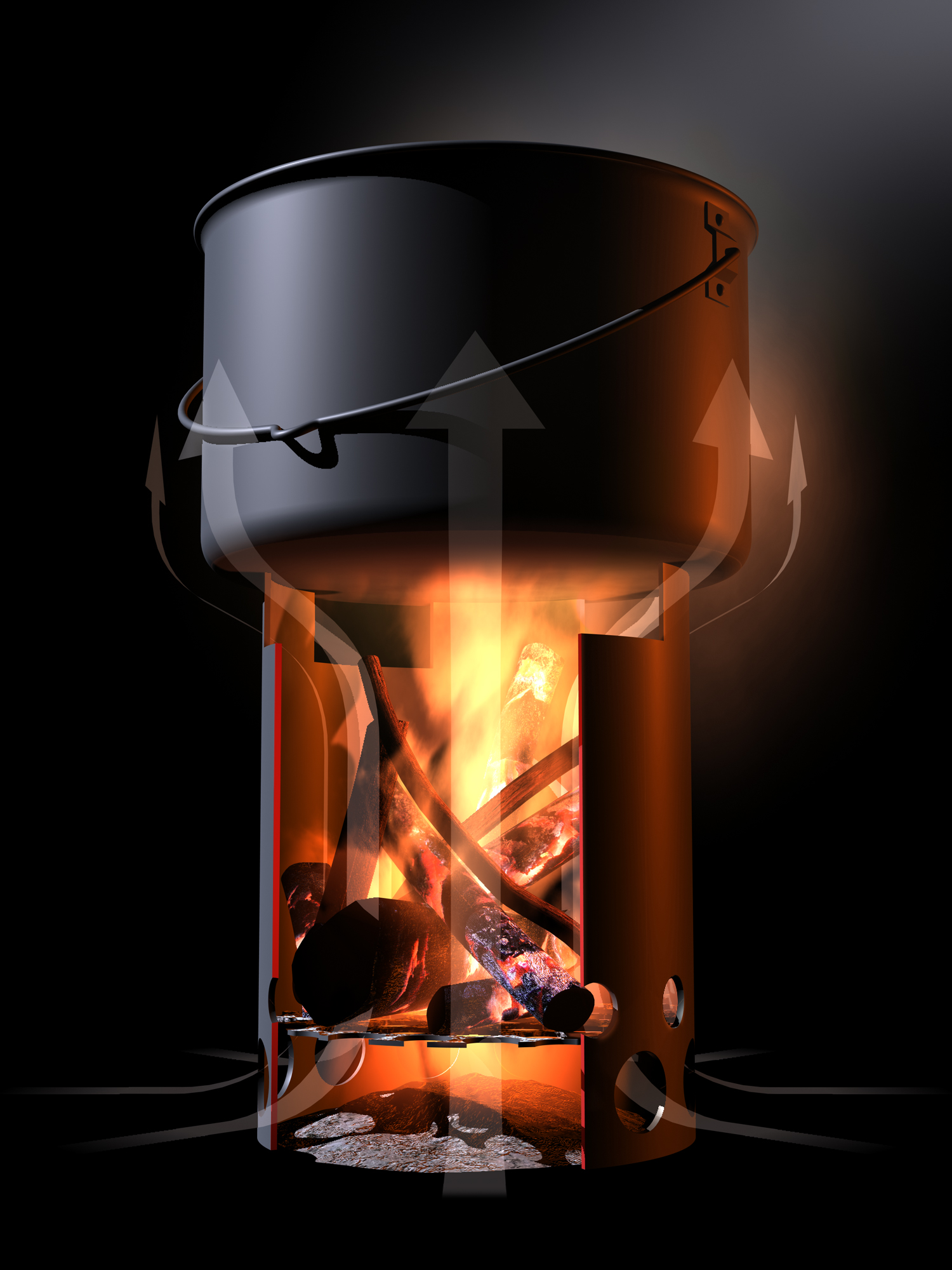
一个火炉的热对流示意图

## 概念
對流通常發生在流體內或流體和其他物質之間有溫度差時，因為溫度的差異會使得流體之間的密度不同，當流體增溫、體積膨脹、密度變小，便會逐漸上升，其位置由周圍溫度較低、密度較大的物質補充，補充之物質再增溫上升，周圍物質又來補充，如此循環不已，遂將熱量經流體之流動傳播到各處。質傳方面的例子如不同的鹽分密度或者是外力的施與引起密度不均，也會引起對流。在大氣中、海洋內、以及行星的地函裡，也常有對流發生。

## 類型
在熱傳學中，對流被分為自然對流與強制對流。自然對流是指在流體之間僅有溫度差存在時發生的運動，例如，熱空氣上升冷空氣下降（因為熱空氣密度較冷空氣小所以會上升，反之冷空氣密度較熱空氣大所以會下降）。
自然对流是指当流体内部因温度差异导致流体运动的对流现象。例如：空气从暖气片的表面上升。
自然对流的前提是被加热的材料获得更多的浮力上升，冷一些的材料下沉。自由对流在很多气体或液体中因为温度变化产生的膨胀和收缩并在一个加速度场如重力或者离心力的影响下就会发生。局部密度变化产生的浮力是流体运动的原因。在失重状态下，因为浮力不再存在，所以也不会有自由对流现象。
强制对流是指当有外力推动（如通过泵或者风扇）流体导致流体运动的对流现象。例如：电风扇加热器，当风吹过加热元件时，空气就被加热。当一个人冲着食物吹气以降温时，就使用的是强制对流。

## 物體表面的對流
经过流体表面的局部对流热通量表示为
{\displaystyle q'=h(T_{s}-T_{\infty })}
其中：
- {\displaystyle q'} - 局部热通量（{\displaystyle dq/dA}）
- {\displaystyle h} - 局部对流系数
- {\displaystyle T_{s}} - 表面温度
- {\displaystyle T_{\infty }} - 精制或环境温度

通过一个表面总热传导通过计算{\displaystyle q}的积分得到，
{\displaystyle q=\int _{A_{s}}q'\,dA_{s}}
其中：
- {\displaystyle A_{s}} - 表面面积
- {\displaystyle q} - 总热导率（单位是能量/单位时间）

这就引出平均对流系数{\displaystyle {\bar {h}}}的定义，
{\displaystyle q={\bar {h}}A_{s}(T_{s}-T_{\infty })}
参看：流体力学、努塞尔特数、格拉晓夫数和熱傳係數。

## 地球上的對流

### 大氣對流
地球的大气中，太阳辐射加热地球表面，热通过傳導传给空气。当这一层空气从地球表面接受到足够的热，就会膨胀，密度减小，这样在浮力作用下上升。较冷的、沉的空气下沉被加热，膨胀上升。暖空气随着高度上升逐渐冷却，到达大气较冷的区域，密度也就增加。因为它不能从下面上升的空气里下沉，所以只好移动到热空气的侧面下沉。当它到达地表时又被加热，重新回到热空气流中。这些对流在局部会产生微风、风、暖流、气旋和雷暴，而大范围影响就会产生全球大气环流现象。
单一区域的空气上升和下沉叫做对流单体。
热随着气流上升辐射到太空而散失掉。
参见：天气。

### 海洋對流
從太陽吸收熱能的海洋也可產生對流。一般來說溫度較高的水會傾向於流向極地，低溫的水則會流向赤道。海洋對流同時也會受到海洋中鹽分影響，這就是所謂热盐对流。在如此情況下，鹽分較高的暖水會下沉，而涼者、鹽分低的會上升。

### 地幔熱對流
地幔中的对流是驱动板块运动的动力，從而令地殼移動，產生一系列地質構造運動。地幔中作對流用的熱能，來自放射性衰变，特別40K衰變。

## 人類應用
其他關於熱對流的應用，在空氣的對流方面，我們多將室內的冷氣裝置須置於上部，暖氣機須置於室內低處，主要是因為冷空氣下降，熱空氣上升的原因，所以空氣之間會產生對流；煙囪的設置，煙囪就是要幫助氣體對流，當熱空氣順著煙囪向上傳遞時，新鮮的冷空氣可以不斷補充，讓爐內的燃燒效果更好。
另外，我們常見的有關對流的實例如冬天睡覺時蓋棉被，主要是可以防止棉被內外空氣的對流而保持體溫；喝熱水時，若嫌其太熱，常用口吹氣，這是因為吹氣時，鄰近空氣發生對流作用，把熱水的熱帶走，而使熱水易冷卻；失火的地方，常有風助火勢；濱海地區，夏日白天常吹海風，晚上常吹陸風等都是熱對流的例子。